# District de Rwamagana
Le district de Rwamagana se trouve dans la province de l'Est du Rwanda. Il se compose de quatorze secteurs (imirenge) : Fumbwe, Gahengeri, Gishari, Karenge, Kigabiro, Muhazi, Munyaga, Munyiginya, Musha, Muyumbu, Mwulire, Nyakariro, Nzige et Rubona. La population totale, au recensement de 2023, est de 484 953 habitants.

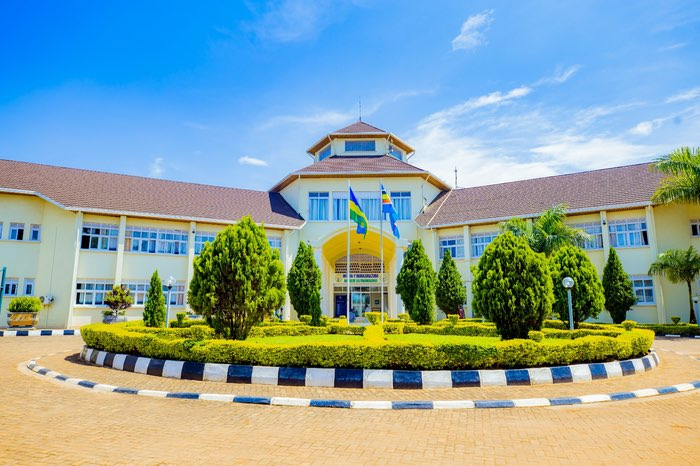
Bureaux d'administration du Rwamagana et du Province

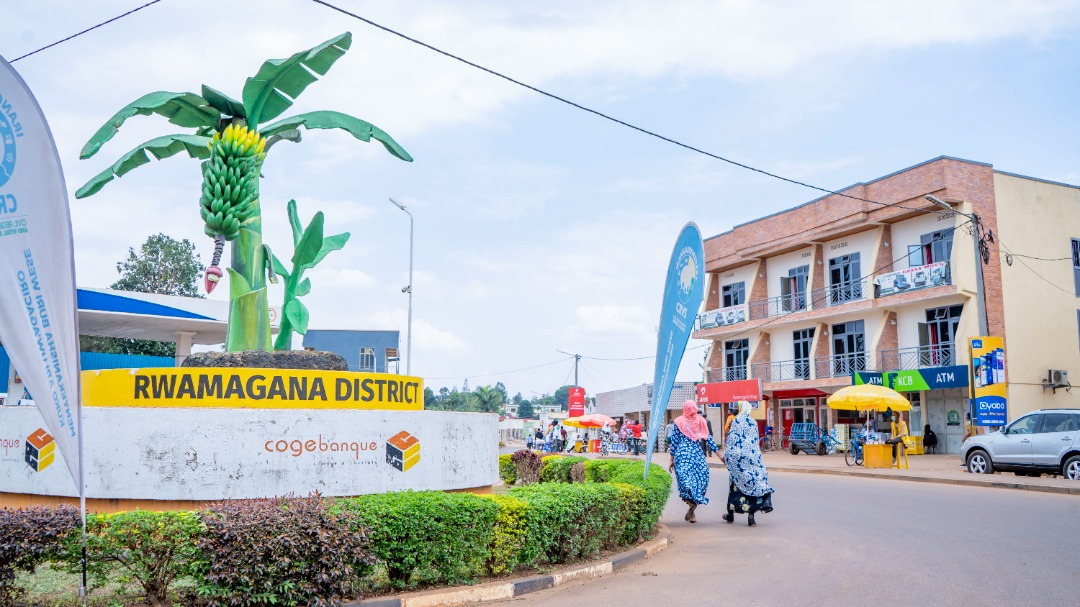
Ville de Rwamagana

## Histoire
Le district de Rwamagana est établi par la loi en 2006. Il est l'un de 7 districts qui composent la province de l'Est et c'est là où se trouve le siège du province. Ce district est composé par les 2 anciennes communes comme Muhazi et Bicumbi, 2 anciens secteurs de Gasabo, Fumbwe et Mununu, puis les 3 secteurs de Kabarondo (en) comme Kaduha, Rweru et Nkungu, plus l'ancienne ville de Rwamagana.

## Secteurs qui composent le district de Rwamagana

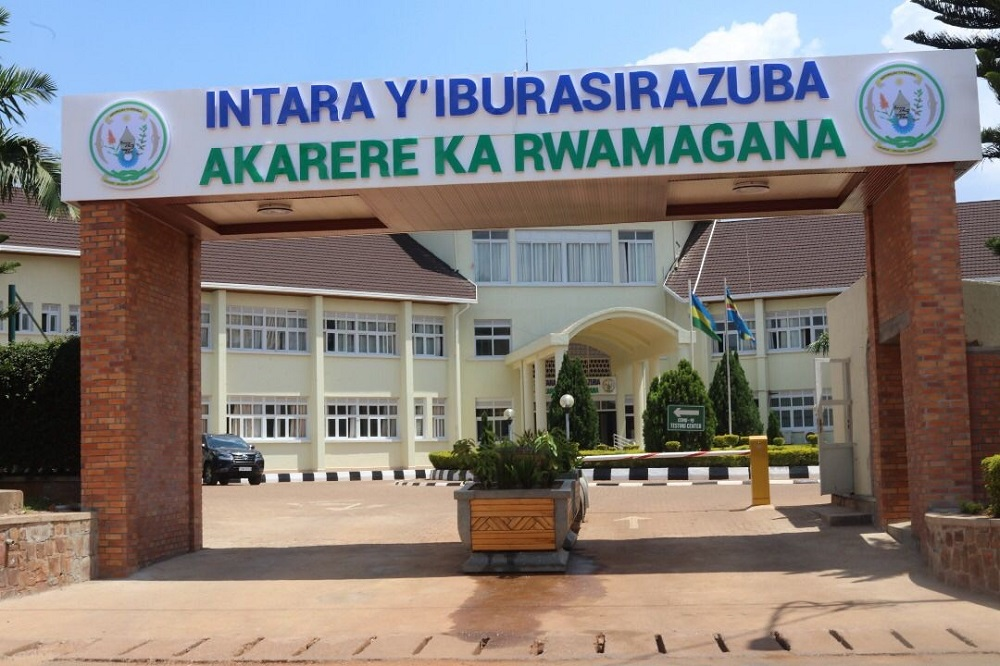
District de Rwamagana et le siege du province de l'EST

District de Rwamagana est compose par 14 secteurs.

## Opportunités d'investissement potentielles dans le district de Rwamagana
Le district de Rwamagana lui-même connaît un développement rapide et des activités de développement y sont constamment mises en œuvre.  Les routes continuent d’être bien entretenues, ce qui rend les échanges commerciaux aussi faciles que possible. Cela permet à tous vos investissements de générer des bénéfices et de croître.
- Entrepôt(Agakiriro in kinyarwanda) : C'est l'endroit où se trouveront tous les matériaux de construction et de menuiserie.Les phases I et II de l’Agakiriro sont terminées et opérationnelles.

- Marché moderne de Rwamagana

- Urbanisation
- Le district de Rwamagana possède deux lacs d’une beauté naturelle exceptionnelle. Ces lacs ont déjà reçu des hébergements, qu'il s'agisse d'hôtels ou de motels, afin que ceux qui veulent s'y détendre ou ceux qui veulent y tenir des séminaires et autres réunions soient les bienvenus.